# Blind Lemon Jefferson
"Blind" Lemon Henry Jefferson (Coutchman, Texas, 24 de septiembre de 1893-Chicago, 19 de diciembre de 1929) fue un influyente cantante y guitarrista de blues rural, uno de los más populares durante los años 20. Su canción más conocida es "The Black Snake Moan".
A pesar de su éxito comercial, Jefferson era un artista único en su categoría. Su estilo musical era muy intenso e individualista, guardando pocas semejanzas con el típico blues de Texas de los años 30. Su canto y acompañamiento a la guitarra dan la impresión de fluir independientemente y de forma improvisada. Su irregular estilo vocal y sus ritmos derivados de los cantos de trabajo creaban una tensión entre la voz y la guitarra altamente imprevisible. No fue tan influyente en cantantes de blues más jóvenes como otros artistas del mismo éxito comercial, quienes sí fueron largamente imitados.
Nacido ciego (de ahí su apelativo de blind), sus primeras actuaciones profesionales tuvieron lugar en Wortham, Texas, hacia 1911-1912. Se trasladó en 1917 a Dallas donde se hizo popular en ambientes problemáticos y conoció a Huddie Leadbetter. Recorrió los estados de Misisipi y Alabama, donde se le recordó cantando en diversas poblaciones. 
En esa época era normal que la gente viviera tan poco, ya que la medicina era totalmente escasa. Artistas que se asemejaban con él como Robert Leroy Johnson, también falleció muy joven.
En 1926 empezó a grabar en Chicago, a donde se había trasladado un año antes. Su último disco lo grabó en 1929.
Falleció en Chicago el 19 de diciembre de 1929. El certificado de fallecimiento atribuyó la muerte a una "probable" miocarditis aguda, aunado a su juventud, alimentó por años rumores sobre las causas reales; se especuló que había sido envenenado por una pareja celosa, también se dijo que había sufrido de un ataque al corazón tras haber sido mordido por un perro. Más recientemente el libro Tolbert's Texas ISBN 0-385-08582-6, ISBN 978-0-385-08582-3 (Doubleday, 1983), escrito por el periodista e historiador texano Frank X. Tolbert (1912-1984), sugirió que habría sido asesinado por un guía que le acompañaba a tomar un tren después de haber recolectado un cheque por las regalías de su contrato discográfico. Paramount Records se hizo cargo de las exequias, su cuerpo fue trasladado al estado de Texas por tren acompañado por el pianista William Ezell. Fue enterrado en el "Worthman Negro Cemetery" (posteriormente Wortham Black Cemetery) hoy conocido como "Blind Lemon Memorial Cemetery" en su honor.